# Vilares e Carnicães
Vilares e Carnicães (oficialmente: União das Freguesias de Vilares e Carnicães) é uma freguesia portuguesa do município de Trancoso, com 20,14 km² de área e 307 habitantes (censo de 2021). A sua densidade populacional é 15,2 hab./km².

## História
Foi criada aquando da reorganização administrativa de 2012/2013, resultando da agregação das antigas freguesias de Vilares e Carnicães.

## Demografia
A população registada nos censos foi:
| Distribuição da População por Grupos Etários | Distribuição da População por Grupos Etários | Distribuição da População por Grupos Etários | Distribuição da População por Grupos Etários | Distribuição da População por Grupos Etários | Distribuição da População por Grupos Etários |
| -------------------------------------------- | -------------------------------------------- | -------------------------------------------- | -------------------------------------------- | -------------------------------------------- | -------------------------------------------- |
| Antes da agregação                           |                                              |                                              |                                              |                                              |                                              |
| Ano                                          | 0-14 anos                                    | 15-24 anos                                   | 25-64 anos                                   | >= 65 anos                                   | Total                                        |
| 2001                                         | 42                                           | 56                                           | 195                                          | 157                                          | 450                                          |
| 2011                                         | 24                                           | 28                                           | 155                                          | 142                                          | 349                                          |
| Após a agregação                             |                                              |                                              |                                              |                                              |                                              |
| Ano                                          | 0-14 anos                                    | 15-24 anos                                   | 25-64 anos                                   | >= 65 anos                                   | Total                                        |
| 2021                                         | 26                                           | 11                                           | 132                                          | 138                                          | 307                                          |